# Саншайн-Кост (Квінсленд)
Саншайн-Кост (англ. Sunshine Coast — букв. «Берег сонячного сяйва») — район і третє за чисельністю місто в австралійському штаті Квінсленд.
Місто розташоване розташоване в південно-східній частині Квінсленду за 100 км на північ від Брисбена на узбережжі Тихого океану, його територія охоплює приблизно 60 км берегової лінії і внутрішніх районів від Пелікан-Вотерс до Тевантіна. Населення Саншайн-Кост станом на червень 2015 становило 302 122 осіб, що робить місто дев'ятим за чисельністю населення в країні.

## Географія
Саншайн-Кост складається з багатьох населених пунктів, включаючи колишній район місцевого самоврядування Маручі-Шир та місто Калаундра, а також нинішній Нуса-Шир. Головні річки Саншайн-Коста включають такі річки, як Нуса, Маручі, Мулула і Стенлі. Також тут розташовано кілька озер, у тому числі Кутараба і Вейба. На річках побудовано кілька водосховищ (Івен-Маддок, Ваппа та інші).

## Пляжі
На кількох ділянках узбережжя Саншайн-Косту розташовані нерозривні пляжі — від пляжу Саншайн-Біч біля Нуси до пляжу Кулум-Біч (17 км); від Аркрайт-Пойнт до Муддімби (11 км); від Маручидору до Мулулаби (5,6 км); від Буддіна до Пелікан-Вотерс (22 км). Відомі пляжі включають:
- Мейн-Біч у Нусі,
- Кулум-Біч,
- Маручидор,
- Александра-Хедленд
- Коса Мулулаба,
- Кавана-Вотерс,
- Кінгз-Біч у Калаундрі.

## Туризм
Саншайн-Кост є центром туризму, який привертає більше 3,2 мільйона відвідувачів у рік. Тут розташовані такі пам'ятки, як Австралійський зоопарк Стіва Ірвіна, морський парк «Підводний світ», «Великий ананас», ринок в Еумунді і театр у Помоні.
Спортивний туризм підтримується декількома щорічними спортивними заходами, такими як «Триатлон Мулулаби», «Триатлон Нуси» і «Марафон Саншайн-Косту».

## Національні парки
У районі Саншайн-Косту розташоване більше національних парків, ніж у будь-якому іншому регіоні Квінсленду. Природне біологічне різноманіття району захищено п'ятьма окремими парками як у прибережних, так і у внутрішніх районах, включаючи Національний парк Маплтон-Фоллс, Національний парк Кондалілла, Національний парк Гласс-Хаус-Маунтінс, Національний парк Нуса і Національний парк Грейт-Сенді.

## Клімат
Саншайн-Кост знаходиться в зоні вологого субтропічного клімату (Cfa за класифікацією кліматів Кеппена).
| Клімат Саншайн-Косту                                    | Клімат Саншайн-Косту | Клімат Саншайн-Косту | Клімат Саншайн-Косту | Клімат Саншайн-Косту | Клімат Саншайн-Косту | Клімат Саншайн-Косту | Клімат Саншайн-Косту | Клімат Саншайн-Косту | Клімат Саншайн-Косту | Клімат Саншайн-Косту | Клімат Саншайн-Косту | Клімат Саншайн-Косту | Клімат Саншайн-Косту |
| Показник                                                | Січ.                 | Лют.                 | Бер.                 | Квіт.                | Трав.                | Черв.                | Лип.                 | Серп.                | Вер.                 | Жовт.                | Лист.                | Груд.                | Рік                  |
| Абсолютний максимум, °C                                 | 41,3                 | 38,7                 | 36,2                 | 33,5                 | 29,7                 | 28,3                 | 27,7                 | 35,0                 | 34,1                 | 37,0                 | 41,0                 | 38,4                 | 41,3                 |
| Середній максимум, °C                                   | 28,9                 | 28,8                 | 27,9                 | 25,9                 | 23,4                 | 21,3                 | 20,9                 | 22,0                 | 24,2                 | 25,6                 | 27,1                 | 28,3                 | 25,4                 |
| Середній мінімум, °C                                    | 21,2                 | 21,3                 | 20,0                 | 16,9                 | 13,5                 | 11,4                 | 9,5                  | 9,9                  | 12,9                 | 15,6                 | 17,9                 | 19,7                 | 15,8                 |
| Абсолютний мінімум, °C                                  | 14,5                 | 14,4                 | 10,9                 | 7,3                  | 3,5                  | 1,5                  | −0,7                 | 1,4                  | 3,4                  | 7,6                  | 5,7                  | 10,0                 | −0,7                 |
| Норма опадів, мм                                        | 154.3                | 193.0                | 161.4                | 165.4                | 157.4                | 117.2                | 66.4                 | 82.2                 | 57.1                 | 72.3                 | 83.6                 | 147.2                | 1478.5               |
| Вологість повітря, %                                    | 70                   | 71                   | 69                   | 68                   | 65                   | 63                   | 59                   | 59                   | 63                   | 66                   | 67                   | 69                   | 66                   |
| ------------------------------------------------------- | -------------------- | -------------------- | -------------------- | -------------------- | -------------------- | -------------------- | -------------------- | -------------------- | -------------------- | -------------------- | -------------------- | -------------------- | -------------------- |
| Джерело: SUNSHINE COAST AIRPORT / Bureau of Meteorology |                      |                      |                      |                      |                      |                      |                      |                      |                      |                      |                      |                      |                      |

## Галерея

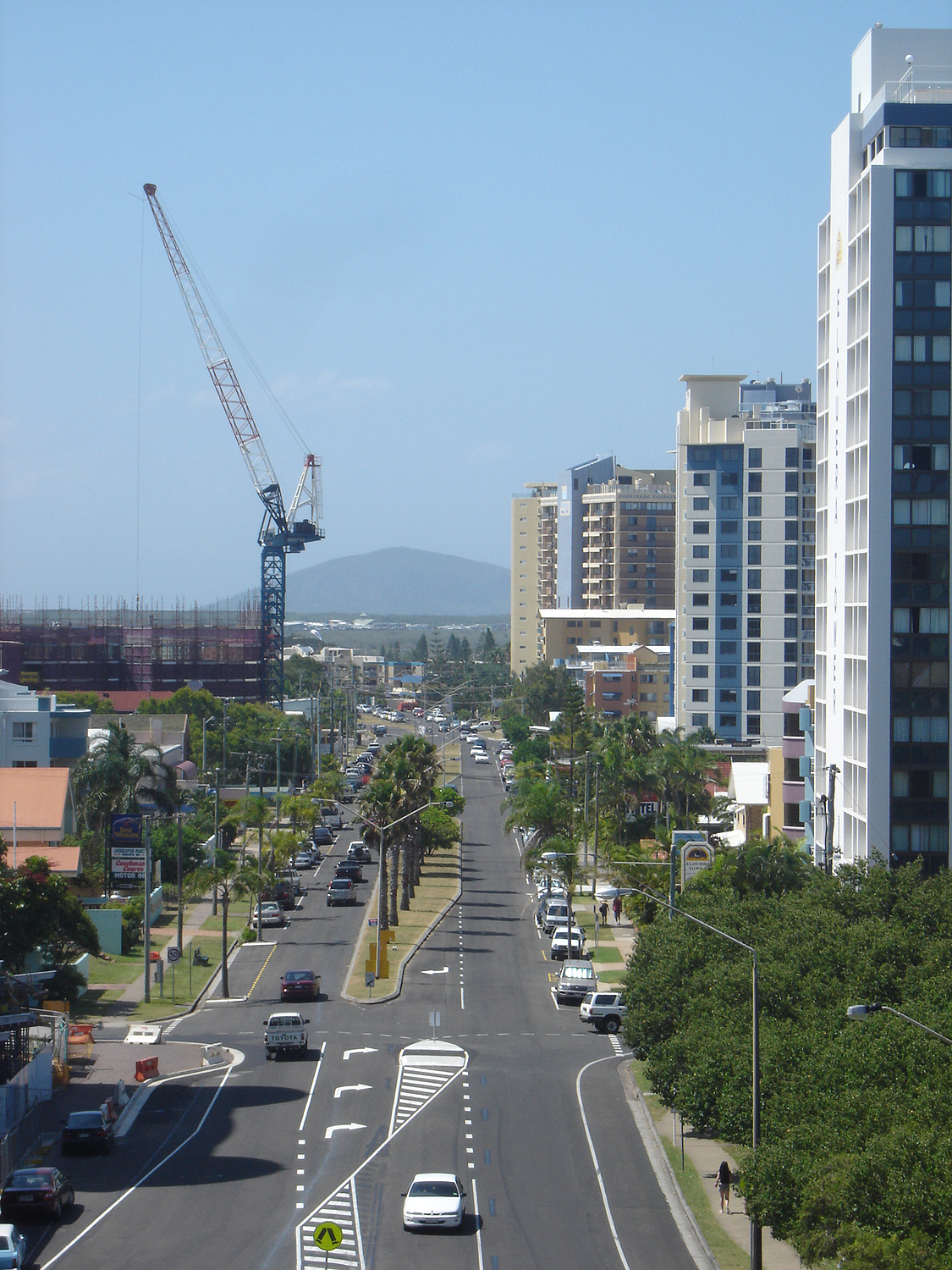
Маручидор
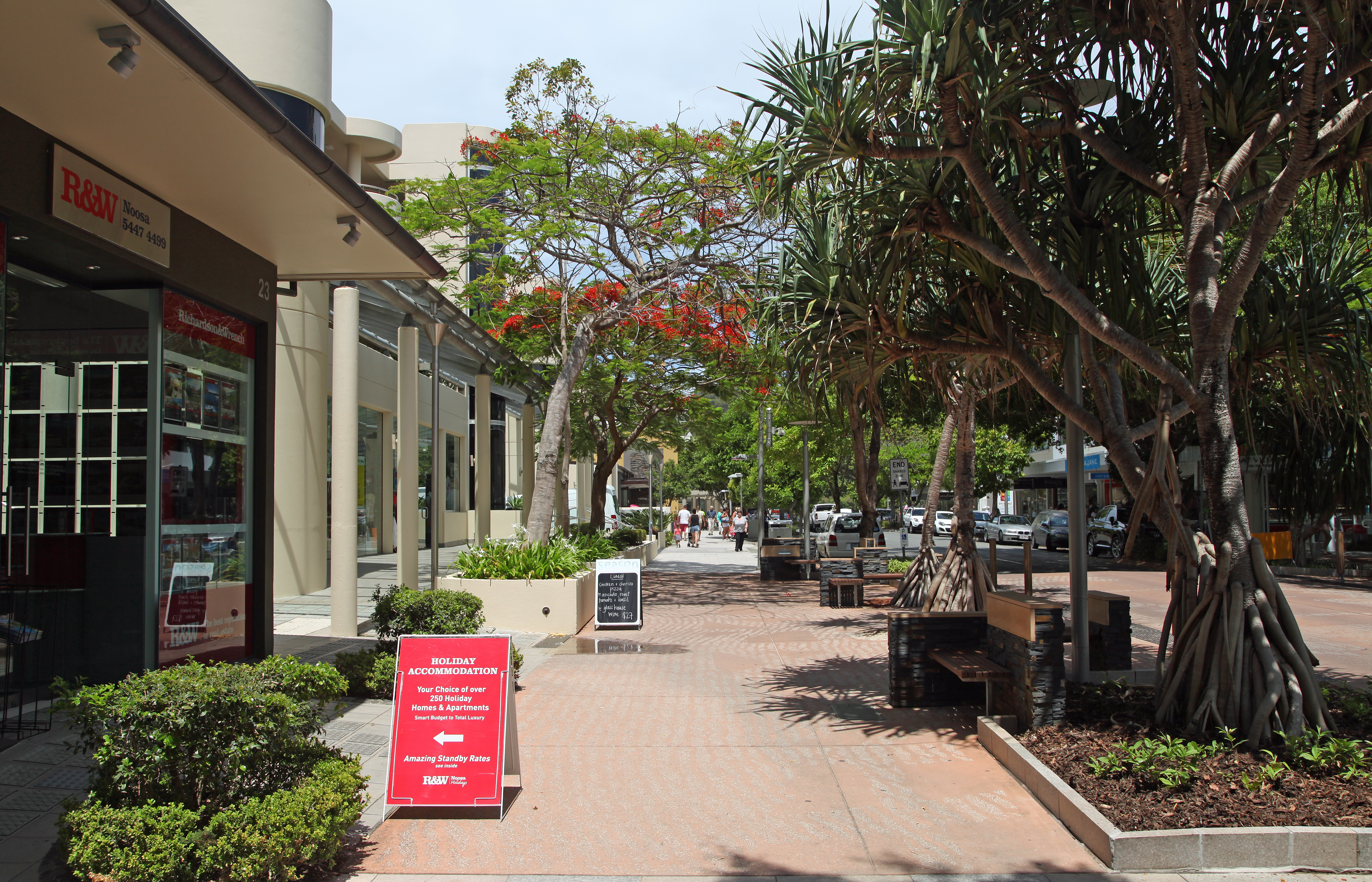
Гастінг-Стріт у Нуса-Хедс
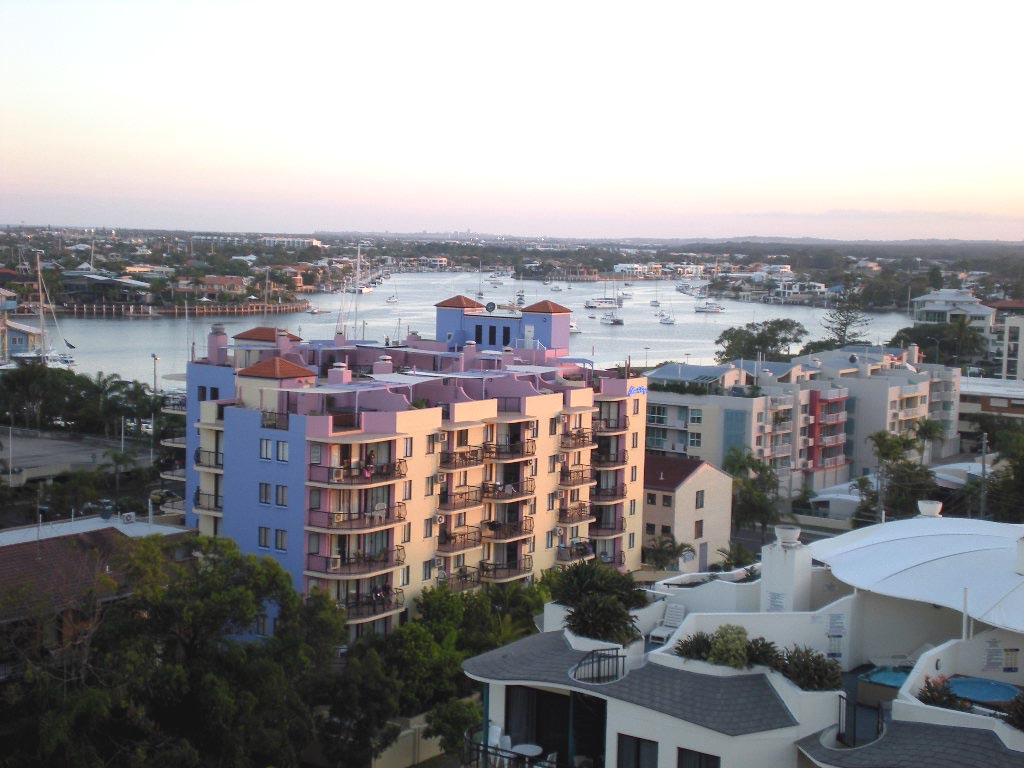
Мулулаба, річка Мулула
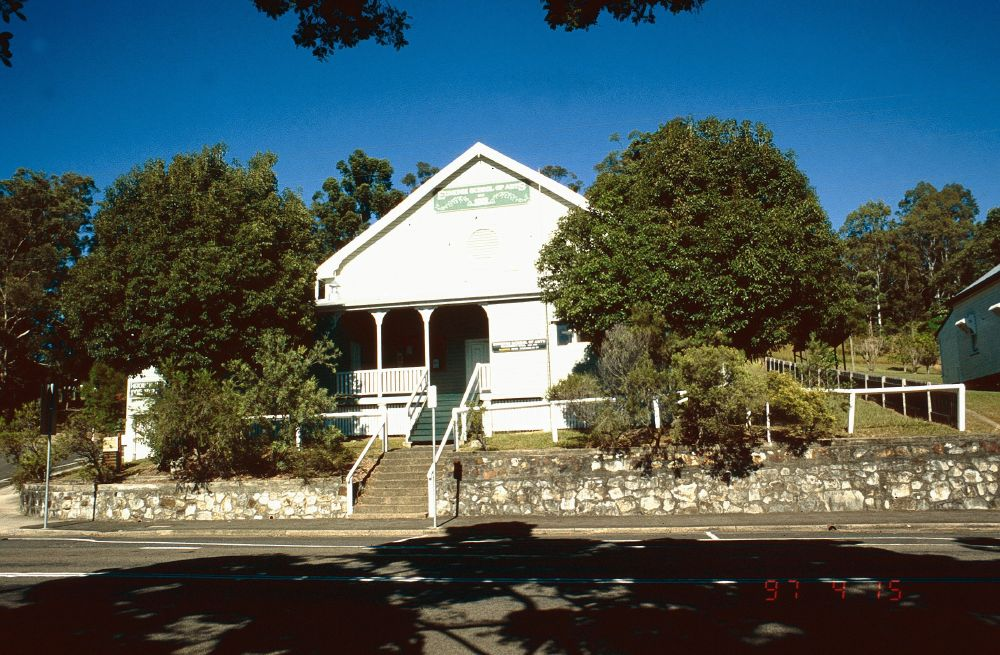
Школа мистецтв Еумунді
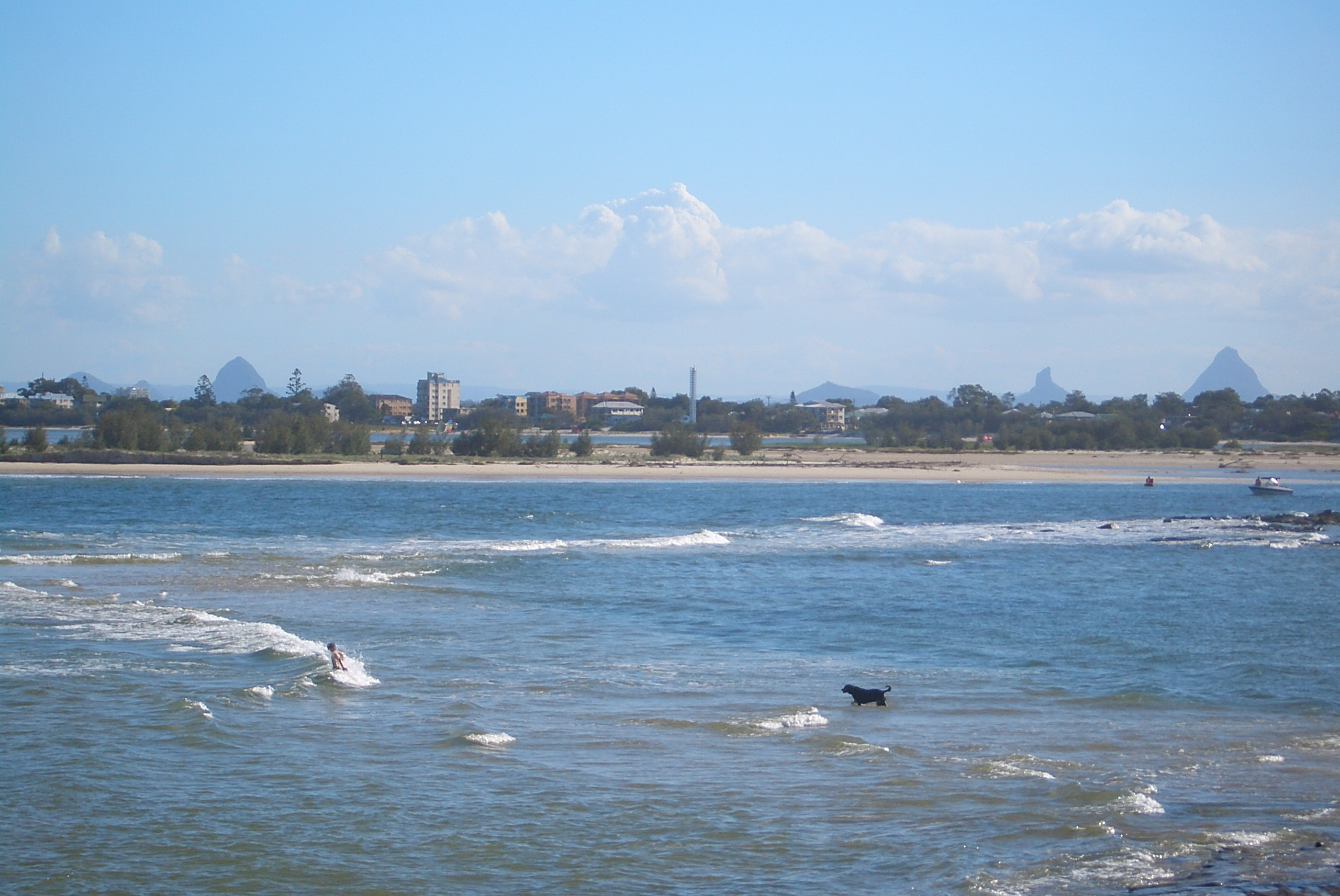
Берег моря у Калаундрі
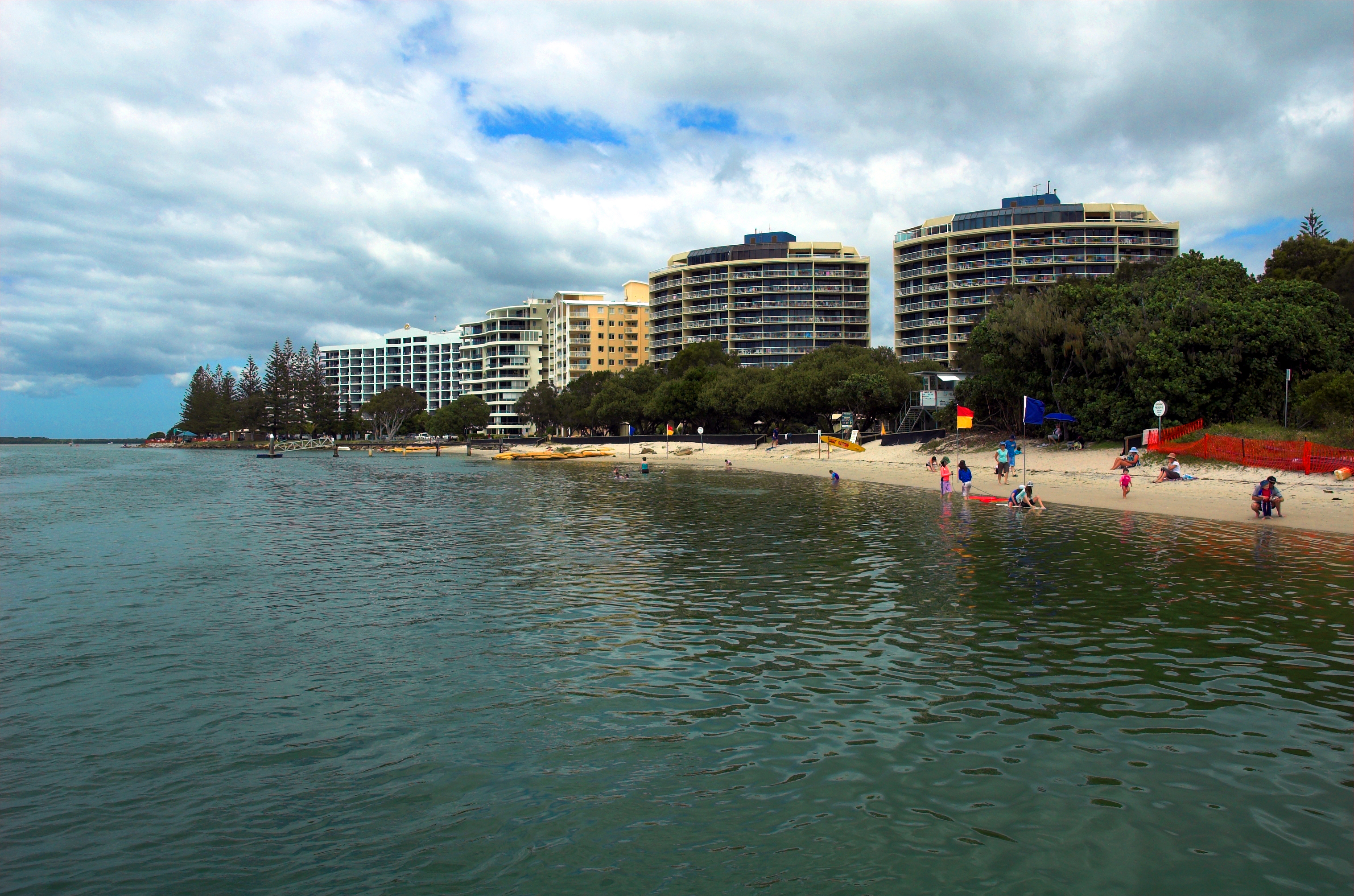
Голден-Біч (Калаундра)
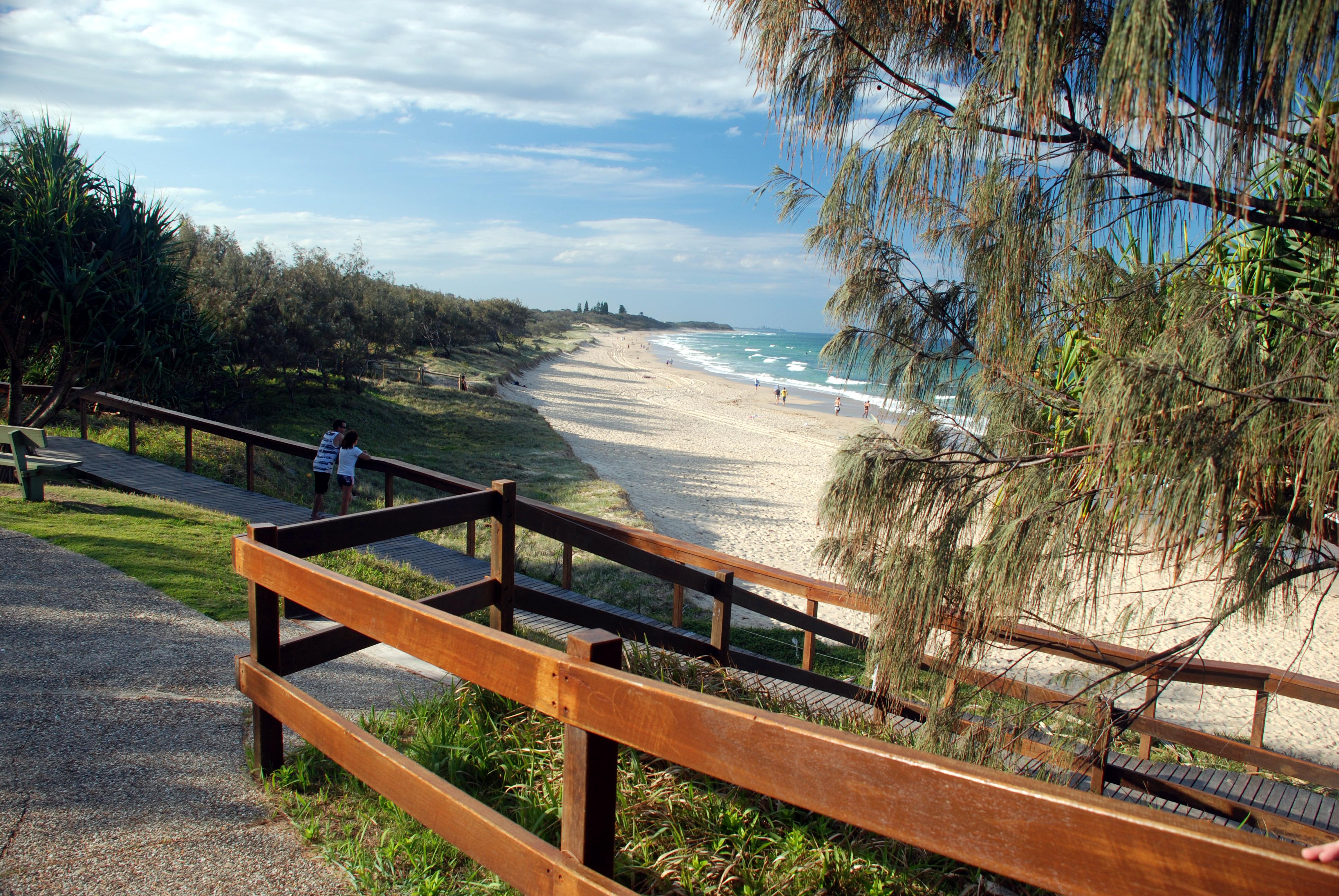
Курріманді-Біч
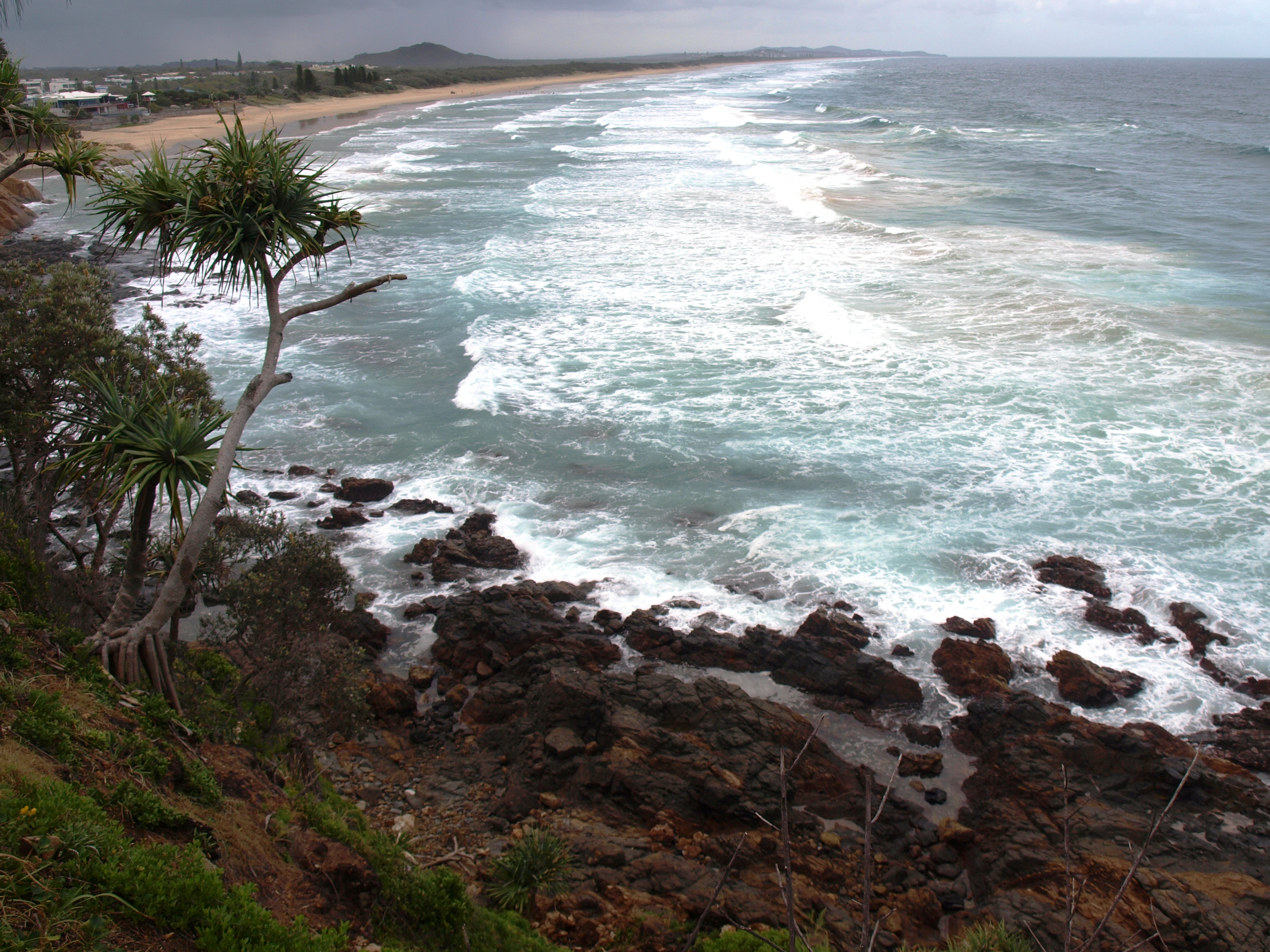
Кулум-Біч
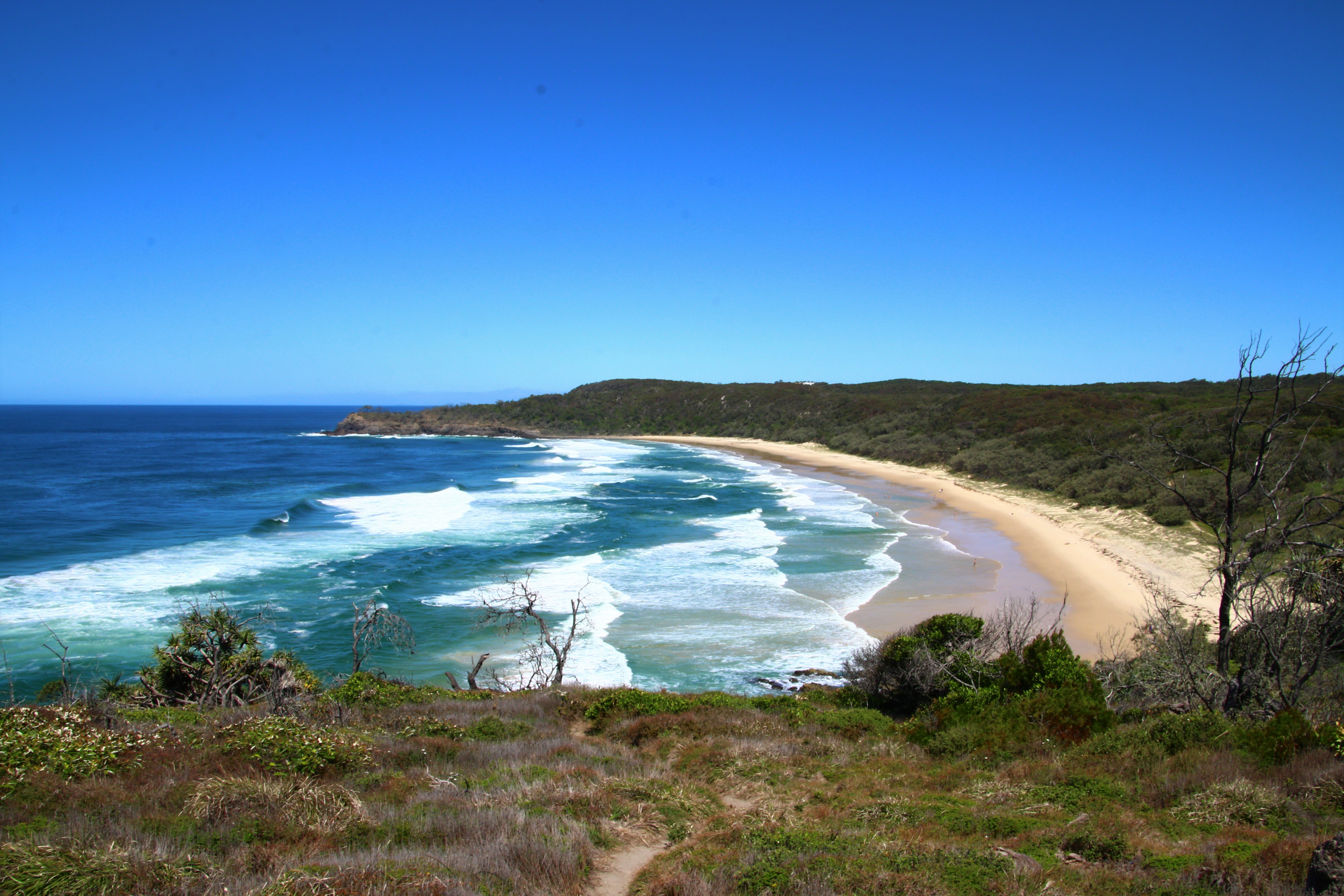
Бухта Александріа, національний парк Нуса
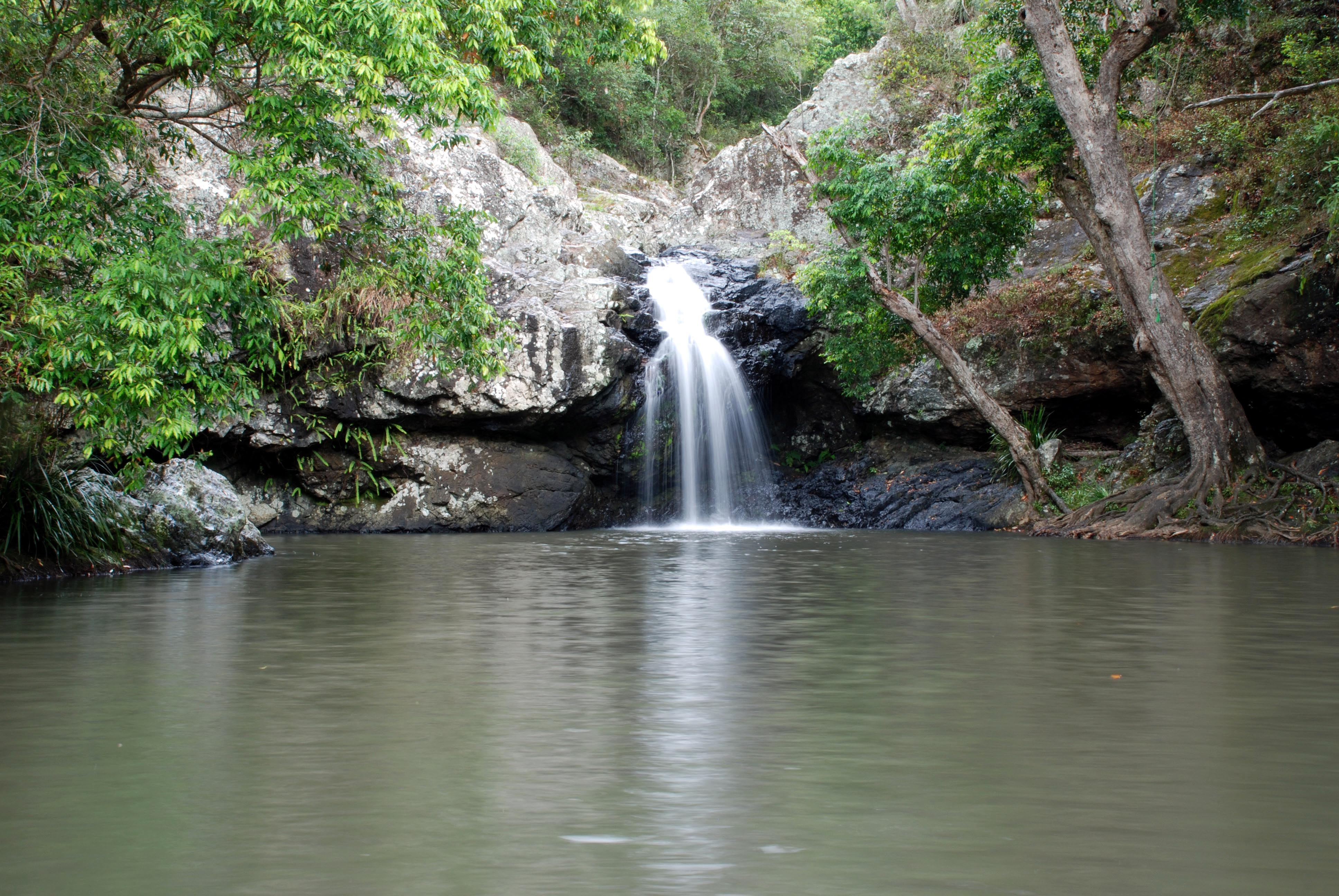
Водоспад у національному парку Кондалілла
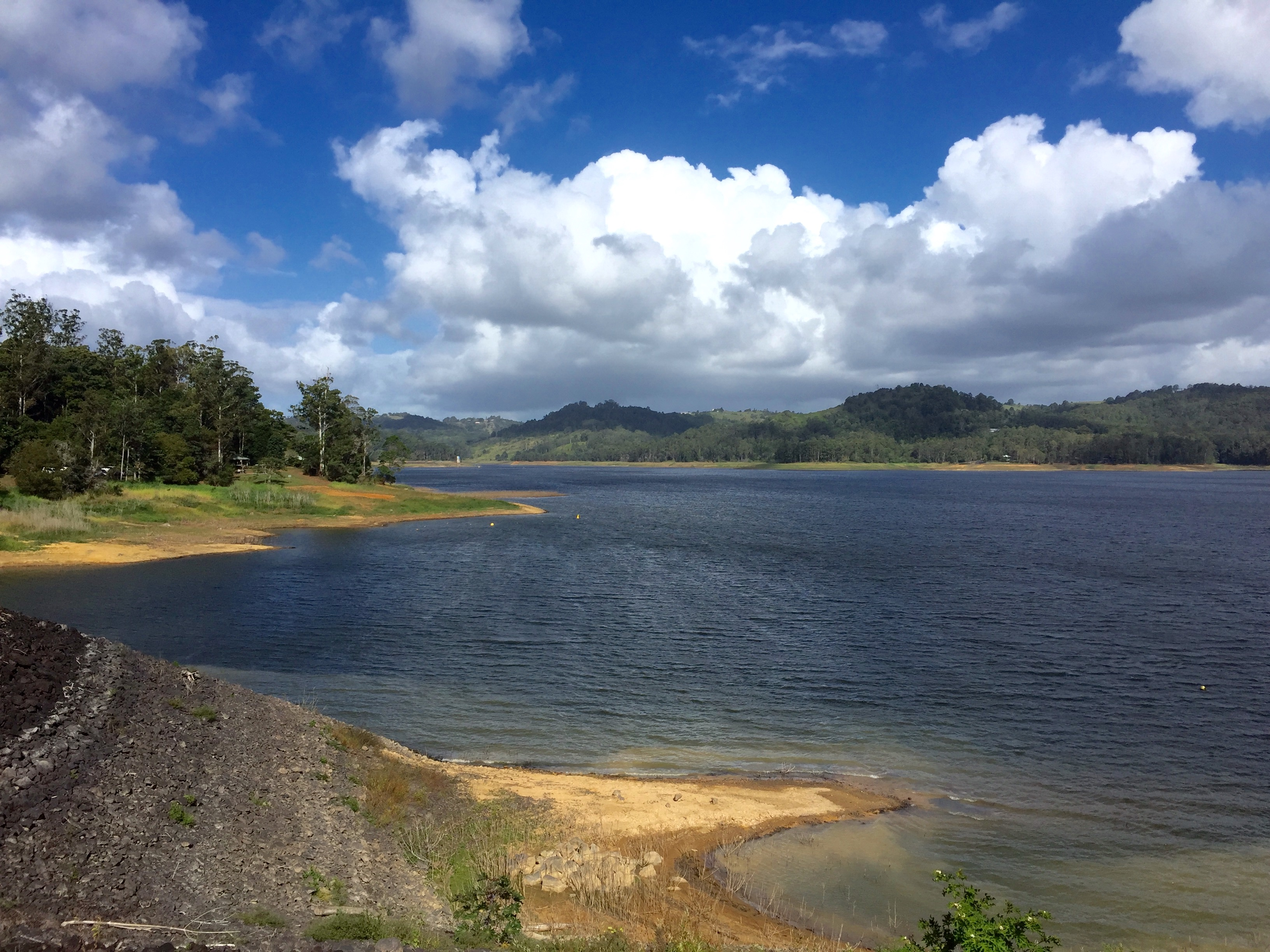
Озеро Барун
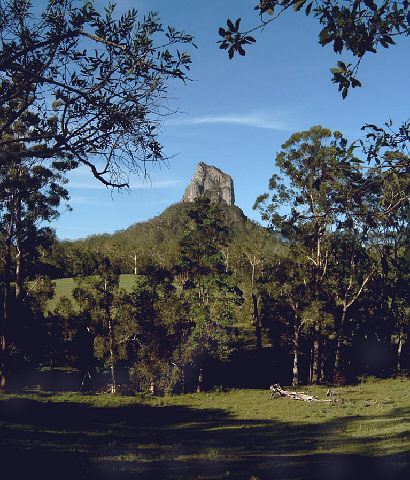
Гора Куноврін